# H. Szántay Marianna
H. Szántay Marianna, férjezett neve Hegyiné Szántay Marianna (Miskolc, 1950–) magyar belsőépítész, grafikus, festő.

## Élete és munkássága
1969–1982 között az Általános Épülettervező Vállalatnál dolgozott Budapesten. A Magyar Iparművészeti Főiskolán belsőépítész tervező művész diplomát szerzett 1987-ben. A Magyar Iparművészeti Egyetem tanárképző szakán vizuális környezetkultúra tanári diplomát szerzett 2004-ben. 2003–2007 között a szentendrei Művészeti Szakközépiskola tanára. Férje Hegyi István, hat gyermeket neveltek. Az 1990-es években táblaképeket, majd ikonokat festett, a 2000-es évektől tusrajzokat és fonalképeket készít. Főbb sorozatai: Rózsafüzér, Úton Isten felé.

## Kiállításai

### Egyéni (válogatás)
- 2002, 2010 – Székesfehérvár, Evangélikus Közösségi Ház Galériája
- 2012 – Budapest, „Artotéka”, Kőrösi Csoma Művelődési Ház Könyvtára
- 2013 – Budapest, Csokonay Galéria
- 2014 – Budapest, Neumann János Szakközépiskola Galéria – Művészetbarátok Köre
- 2015 – Budapest, Kőrösi Galéria
- 2017 – Budapest, Kőrösi Galéria
- 2019 – Kőbányai Szent László Plébánia Galéria
- 2019 – Józsa Judit Galéria, Ars Sacra
- 2021 – Lipták Villa Galéria, Ars Sacra
- 2022 – Kőbányai Szent László Plébánia Galéria
- 2022 – D18 Könyvesbolt és Kávézó, Ars Sacra

### Csoportos (válogatás)
- 2002, 2011 – Budapest, Ferencvárosi Pincegaléria, Art 9
- 2012, 2015 – Budapest, Erdős Renée Ház
- 2013, 2015, 2017 – KKIE Biennálék a Kőrösi Galériában
- 2014, 2015 – Szentendre, Malom Galéria – MAOE
- 2016 – Szombathelyi Képtár – Szent Márton emlékév kiállítás
- 2017 – Szeged, Reök-palota – MAOE
- 2017 – KKIE Eger, Vitkovics Ház Galériája
- 2018 – Lábatlan, Gerenday Galéria
- 2018 – Budapest, Mag Galéria
- 2018 – Kaposvár, Vaszary Képtár, Groteszk 10. Triennálé
- 2019 – Debrecen KKIE
- 2019 – Budapest, Kondor Béla Művelődési Központ
- 2019, 2021, 2023 – Budapest, Kőrösi Galéria Biennálé KKIE
- 2022 – Kecskeméti Katona József Múzeum, XI. Kortárs Keresztény Ikonográfiai Biennálé
- 2022 – Kecskeméti Katona József Múzeum, Petőfi költészete a kortárs képző- és iparművészetben
- 2022 – Budapest Műcsarnok, Groteszk 11. Triennálé
- 2022 – Kaposvár Vaszary Képtár, Groteszk 11. Triennálé
- 2024 – Katona József Múzeum,  XII. Kortárs Keresztény Ikonográfiai Biennálé

## Egyesületi tagságai
- Magyar Alkotóművészek Országos Egyesülete (1987-től)
- Kőbányai Képző- és Iparművészek Egyesülete (2002-től)
- Művészetbarátok Egyesülete (2014-től)
- Kisgrafika Barátok Köre Egyesület (2019-től)

## Díjai, elismerései
- Kőbányai Képző- és Iparművészek Egyesülete Biennálé Nagydíja (2015)

## Könyv
H. Szántay Marianna, „Mesék szó szerint – mégis szabadon” mesekönyv, Budapest, Szent Gellért Kiadó 2014, 100 p. Kárpátaljai gyermekek javára újra nyomva 2017-ben (Kucsák Nyomda, Vác).